# 돈데 에스타 엘리사 (2010년 텔레노벨라)
《돈데 에스타 엘리사》(스페인어: ¿Dónde está Elisa?)는 2010년 방영된 미국의 텔레노벨라이다. 지난 같은 제목의 칠레의 텔레노벨라의 리메이크입니다.